# Online-Beratung gegen Rechtsextremismus

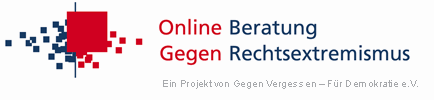
Logo der Online-Beratung gegen Rechtsextremismus

Die Online-Beratung gegen Rechtsextremismus ist eine anonym nutzbare Internet-Anlaufstelle für Menschen, die direkt oder indirekt mit rechtsextremen Denken, Auftreten oder Gewalt konfrontiert sind. Die Beratung wird durch den Verein Gegen Vergessen – Für Demokratie bereitgestellt. Das Pilotprojekt ist auf Grund seiner Niedrigschwelligkeit und ständigen Verfügbarkeit ein bundesweit einzigartiges Projekt von überregionaler Bedeutung.

## Aufgaben und Ziele
Die Online-Beratung gegen Rechtsextremismus wurde im Mai 2008 als Ergänzung zur bestehenden Beratungsmöglichkeiten in diesem Bereich eingerichtet. Als virtuell und anonym nutzbares Angebot will sie eine zu hohe Hemmschwelle vermeiden und richtet sich damit an Menschen, die eine herkömmliche Beratung aufgrund räumlicher Distanz, Scham oder Angst nicht aufsuchen würden.
Zielgruppe sind zum einen Menschen, die sich allgemein über das Thema Rechtsextremismus informieren wollen. Zum anderen sollen Betroffene jeden Alters erreicht werden, die in ihrem privaten oder beruflichen Umfeld mit Rechtsextremismus konfrontiert sind. Hierzu zählen sowohl Personen, die direkt bedroht werden, als auch jene, die durch Angehörige, Freunde, Nachbarn, Mitschüler oder Kollegen mit rechtsextremem Denken und Handeln in Berührung kommen und hierin eine Belastung sehen. Die Beratung ist auch offen für Aussteiger aus der rechtsextremen Szene.

## Beratung
Die Beratung erfolgt per E-Mail, Einzel-Chat oder moderiertem Gruppen-Chat über einen SSL-gesicherten Server und wird von professionellen Beratern vorgenommen. Neben der E-Mail-Beratung besteht die Möglichkeit, Zeiten für Einzel-Chats zu vereinbaren. Für bestimmte Personengruppen, wie Eltern, oder zu bestimmten Themen werden zu festgelegten Zeiten zudem geschützte und moderierte Gruppen-Chats angeboten, in denen sich Interessierte und Betroffene ebenfalls anonym untereinander austauschen können.
Das Angebot der Online-Beratung gegen Rechtsextremismus ist auf eine langfristige Unterstützung angelegt, um Ratsuchende durch einen Prozess von der Bewusstwerdung und Identifizierung des jeweiligen Problems bis zur Entwicklung von Lösungsmöglichkeiten zu begleiten. Sie kann jedoch auch als erste Anlaufstelle genutzt werden, von der aus sich Ratsuchende an Einrichtungen in ihrer Nähe weitervermitteln lassen können.
Thema der Beratung können alle Situationen sein, in denen direkt oder indirekt Betroffene mit Rechtsextremismus konfrontiert sind, so unter anderem aus den Bereichen Familie, Schule, Sport und Arbeit.

## Information
Die Online-Beratung will neben der Beratung auch allgemein informieren und aufklären. Die Internetseite bietet Recherchemöglichkeiten (wie Publikationen, Adressen und rechtsextreme Schlagwörter), zudem finden Besucher dort zahlreiche Beispiele für die Konfrontation mit Rechtsextremismus in verschiedenen Alltagsbereichen beschrieben. Informationen zu einschlägigen Bekleidungsmarken und sprachlichen Codes der rechtsextremen Szene sollen zusätzlich sensibilisieren. Die Beratung betreibt darüber hinaus einen Kanal bei YouTube.

## Wahrnehmung in den Medien
Die Online-Beratung gegen Rechtsextremismus erfährt eine zunehmende Wahrnehmung durch regionale und überregionale Medien, zuletzt auch im Zusammenhang mit einer Thematisierung der zunehmenden Vereinnahmung von Internetportalen und Social Media durch rechtsextreme Gruppen, wie sie im Jahresbericht von jugendschutz.net konstatiert wird. Mitarbeiter der Einrichtung kommen zudem in der ZDF-Dokumentation „Neue braune Welle“ zu Wort.

## Trägerschaft und Förderung
Die Online-Beratung gegen Rechtsextremismus ist ein Pilotprojekt des Vereins Gegen Vergessen – Für Demokratie und wird von der Bundeszentrale für politische Bildung und vom Bundesministerium für Familie, Senioren, Frauen und Jugend im Rahmen des Projekts Vielfalt tut gut bis 2010 gefördert.

## Kooperationen und Netzwerk
Die Online-Beratung arbeitet eng mit der Einrichtung jugendschutz.net sowie der Bundeszentrale für politische Bildung, hier speziell mit dem Dossier Rechtsextremismus, zusammen. Darüber hinaus ist sie Teil eines breiten Netzwerkes von Beratungseinrichtungen.